# کاستل ولن
کاستل ولن (به انگلیسی: Castlewellan) یک روستا در بریتانیا است که در شهرستان داون واقع شده‌است. کاستل ولن ۲٬۳۹۲ نفر جمعیت دارد.